# Tarcisio Pusma Ibáñez
Tarcisio Pusma Ibáñez (* 19. April 1967 in Ñangali, Distrikt Huancabamba) war ernannter Weihbischof in Trujillo (Peru).

## Leben
Tarcisio Pusma Ibáñez empfing am 31. Mai 1997 das Sakrament der Priesterweihe. Papst Benedikt XVI. ernannte ihn am 25. Januar 2008 zum Titularbischof von Carpi und Weihbischof in Trujillo. Von seiner Ernennung trat er im August 2008 zurück.